# Lesotho i olympiska sommarspelen 1996
Lesotho deltog i de olympiska sommarspelen 1996 med en trupp bestående av nio deltagare, men ingen av landets deltagare erövrade någon medalj.

## Friidrott
Herrar
Bana
| Idrottare                                                     | Gren                            | Heat omgång 1 | Heat omgång 1 | Heat omgång 2    | Heat omgång 2    | Semifinal        | Semifinal        | Final            | Final            |
| Idrottare                                                     | Gren                            | Tid           | Placering     | Tid              | Placering        | Tid              | Placering        | Tid              | Placering        |
| ------------------------------------------------------------- | ------------------------------- | ------------- | ------------- | ---------------- | ---------------- | ---------------- | ---------------- | ---------------- | ---------------- |
| Mpho Morobe                                                   | Herrarnas 400 meter             | 47.54         | 50            | Gick inte vidare | Gick inte vidare | Gick inte vidare | Gick inte vidare | Gick inte vidare | Gick inte vidare |
| Thabisio Ralekhetla                                           | Herrarnas maraton               | N/A           | N/A           | N/A              | N/A              | N/A              | N/A              | 2:18:26          | 29               |
| Isaac Seatile Motlatsi Maseela Makoekoe Mahanetsa Mpho Morobe | Herrarnas 4 x 400 meter stafett | 3:15.67       | 29            | N/A              | N/A              | Gick inte vidare | Gick inte vidare | Gick inte vidare | Gick inte vidare |

Damer
Bana
| Idrottare                                                          | Gren                           | Heat omgång 1   | Heat omgång 1   | Heat omgång 2    | Heat omgång 2    | Semifinal        | Semifinal        | Final            | Final            |
| Idrottare                                                          | Gren                           | Tid             | Placering       | Tid              | Placering        | Tid              | Placering        | Tid              | Placering        |
| ------------------------------------------------------------------ | ------------------------------ | --------------- | --------------- | ---------------- | ---------------- | ---------------- | ---------------- | ---------------- | ---------------- |
| Lineo Shoai                                                        | Damernas 200 meter             | 26.25           | 46              | Gick inte vidare | Gick inte vidare | Gick inte vidare | Gick inte vidare | Gick inte vidare | Gick inte vidare |
| Sebongile Sello M'apotlaki Ts'elho Nteboheleng Koaeana Lineo Shoai | Damernas 4 x 100 meter stafett | Diskvalificerad | Diskvalificerad | N/A              | N/A              | N/A              | N/A              | Gick inte vidare | Gick inte vidare |